# Датчик Невзорова
Датчик с нагретой проволокой (англ. hot-wire probe), датчик Невзорова (англ. Nevzorov probe) или датчик водности постоянной температуры — разновидность научно-исследовательских приборов, которые используются для замера полной и жидкокапельной водности облачной среды во время пролётов сквозь неё на летающих лабораториях.

## Принцип действия
Ещё с 1950-х годов было известно, что в ходе авиационных экспериментов водность облачной среды можно оценить, если измерить пульсации мощности тока, пропущенного через отрезок проволоки (англ. hot-wire), который обтекается набегающий потоком внешнего воздуха за бортом летательного аппарата.
Однако в 1970-х годах состоялся революционный прорыв в технологии измерений, связанный с методологией их проведения: новое поколение приборов начало создаваться, ориентируясь на принцип поддержания постоянной температуры у зондирующего отрезка проволоки. Подводимая электроэнергия, которая расходовалась на этот процесс, оказалась связана с относительным количеством влаги, оседающей на проволочном зонде. Преимуществом такого подхода стала отсутствие необходимости в калибровке.
В результате теоретических изысканий американских исследователей в 1978 году было предложено несложное соотношение, которое выразило водность среды через параметры проволочного зонда следующим образом:
где:
{\displaystyle P_{0}} — конвективная потеря тепла из-за потока сухого воздуха,
{\displaystyle P_{t}} — полная потеря тепла,
{\displaystyle L_{v}} — теплота испарения,
{\displaystyle T_{e}} — температура испарения воды,
{\displaystyle T_{a}} — температура окружающего воздуха,
{\displaystyle V_{a}} — скорость набегающего потока воздуха,
{\displaystyle S=LD} — площадь поперечного сечения проволочного зонда,
{\displaystyle \epsilon } — общая эффективность взаимодействия сенсора с капельной компонентой.
В 1980 году советский физик Анатолий Николаевич Невзоров уточнил, что в этой формуле в качестве параметра {\displaystyle T_{e}} должна стоять «равновесная» температура, отвечающая за диффузионный перенос водяного пара.

## История
Одна из первых полноценных моделей прибора этого класса была создана в середине 1970-х годов в Лаборатория физики облаков Центральной аэрологической обсерватории (ЦАО) СССР под названием «Измеритель водности облаков». Изначально созданный образец измерительной аппаратуры был способен оценить только полную водность, однако в последующих версиях его схема была дополнена датчиками, нечувствительными к ледяной компоненте облачной среды, что дало возможность регистрировать количество жидкой и твёрдой фазы независимо друг от друга с достаточной степенью точности. Таким образом, датчик Невзорова стал первым инструментом, который обеспечил измерение фазовых компонент смешанных облаков в реальном масштабе времени. Основной комплекс работ по созданию этого прибора был выполнен А. Н. Невзоровым. В дальнейшем принцип его действия послужил основой для создания целого ряда различных систем, которые нашли применение в прикладных исследованиях атмосферы, ведущихся на Кубе, в Канаде, Иране и в ряде других стран. За последние десятилетия XX века наибольшей популярностью стали пользоваться датчики водности Кинга в составе системы PMS (англ. Particle Measuring Systems) и датчики водности Джонсона — Вильямса. Их конфигурация включает в себя два проволочных зонда, установленных крест-накрест относительно друг друга таким образом, чтобы один зонд был направлен вдоль небегающего потока воздуха, а второй — перпендикулярно ему. Таким образом, первый зонд способствует устранению воздействия встречного потока, корректируя изменения температуры и давления внешней среды
В ходе четырёх экспериментальных кампаний, проведённых под эгидой канадского Научно-исследовательского совета (англ. National Research Council), выяснилось, что точность приборов на базе датчика с нагретой проволокой составляет примерно 10 — 20 %, а чувствительность измерений 0,003 — 0,005 г/м3. Это позволило их применять для калибровки измерений, сделанных с помощью радарных методов дистанционного зондирования облаков.